# Dieter Paucken
Dieter Paucken (* 20. September 1982 in Koblenz) ist ein deutscher Fußballtorwart.

## Karriere
In seiner Jugend spielte Paucken bei der TuS Koblenz und dem 1. FSV Mainz 05, bis er 2001 beim FV Engers 07 seinen ersten Vertrag erhielt. 2005 wechselte er zum 1. FC Köln und bestritt mit der 2. Mannschaft neun Regionalliga- und neun Oberligaspiele. Von 2007 bis 2008 war Paucken Lizenzspieler bei der 1. Mannschaft.
Ende 2007 absolvierte Dieter Paucken ein Probetraining beim englischen Zweitligisten FC Barnsley. Da aber der damalige Torwart bei Barnsley Heinz Müller nicht zu einem anderen Verein wechselte, sah man von einer Verpflichtung Pauckens ab.
Im September 2008 kündigte Dieter Paucken seinen Vertrag beim 1. FC Köln. Er sah dort keine längerfristige Chance mehr, Stammtorhüter zu werden. Nach seiner Kündigung trainierte er bis Dezember 2008 bei der TuS Koblenz mit, um sich fit zu halten.
Am Ende der Saison 2008/09 unterschrieb er einen Vertrag beim Oberligisten SV Roßbach/Verscheid für die Saison 2009/10, konnte allerdings aufgrund einer Klausel für den Profibereich sofort zur TuS Koblenz wechseln.
Für Koblenz kam er am 11. Dezember 2009 gegen den 1. FC Kaiserslautern zu seinem Zweitligadebüt, nachdem Stammtorhüter David Yelldell nach 59 Minuten die Partie wegen einer Verletzung nicht mehr fortsetzen konnte. Er absolvierte daraufhin 14 Spiele als Ersatz für Yelldell. Nach dem Abstieg wurde er durch den Abgang von Yelldell zur „Nummer 1“ der TuS Koblenz, erhielt einen Vertrag bis 2013 und wurde 29 mal in der 3. Liga eingesetzt. Nach dem Rückzug der TuS Koblenz aus der 3. Liga und der ungewissen Zukunft des Vereins entschied sich Paucken dazu, Koblenz zu verlassen und wechselte zu Fortuna Köln in die Regionalliga West.
Für Fortuna Köln absolvierte er 30 Spiele als Nr. 1 im Tor. Anfang Juni 2012 gab der Verein bekannt, dass Paucken die Fortuna verlassen und sein noch laufender Vertrag aufgelöst werde. Sein Nachfolger wurde André Poggenborg, der von Eintracht Trier nach Köln wechselte. Paucken wechselte aus Köln zurück nach Koblenz und erhielt einen Vertrag über ein Jahr bei seinem ehemaligen Verein TuS Koblenz. Diesen verlängerte er bereits im Winter 2012 und unterschrieb einen neuen Vertrag in Koblenz bis 2014. Nachdem Paucken seinen Stammplatz im Laufe der Hinrunde der Saison 2013/14 verloren hatte, entschloss er sich seinen Vertrag bei der TuS vorzeitig aufzulösen und den Verein in der Winterpause zu verlassen. Er begründete diesen Schritt auch damit, sich zukünftig beruflich anders orientieren zu wollen. Ende Dezember 2013 wechselte Paucken in die Fußball-Rheinlandliga zu seinem ehemaligen Verein FV Engers 07.
Im Januar 2018 schloss er sich ein weiteres Mal der TuS Koblenz an und zur Saison 2021/22 ging er weiter zum hessischen Verein SV Rot-Weiß Hadamar und spielt dort für dessen 2. Mannschaft in der Gruppenliga Wiesbaden.

## Sonstiges
Bekanntheit erreichte er durch sein durch einen Fallrückzieher erzieltes Ausgleichstor zum 1:1 gegen die SSVg Velbert, da es in der Sportschau zum „Tor des Monats“ September 2006 gewählt wurde. Diese Leistung ist auch dadurch beachtlich, dass es ihm als Torhüter aus einer Spielsituation heraus gelang.